# Квапо (Оклахома)
Квапо (англ. Quapaw) — місто (англ. town) в США, в окрузі Оттава штату Оклахома. Населення — 811 особа (2020).

## Географія
Квапо розташоване за координатами 36°57′8″ пн. ш. 94°47′14″ зх. д. / 36.95222° пн. ш. 94.78722° зх. д. (36.952255, -94.787316).  За даними Бюро перепису населення США в 2010 році місто мало площу 2,49 км², з яких 2,47 км² — суходіл та 0,03 км² — водойми.

## Демографія
Згідно з переписом 2010 року, у місті мешкало 906 осіб у 323 домогосподарствах у складі 237 родин. Густота населення становила 363 особи/км².  Було 369 помешкань (148/км²).
Расовий склад населення:
| - 64,0 % — білих - 29,4 % — корінних американців - 0,1 % — азіатів - 1,3 % — осіб інших рас |

До двох чи більше рас належало 5,2 %. Частка іспаномовних становила 2,9 % від усіх жителів.
За віковим діапазоном населення розподілялося таким чином: 26,6 % — особи молодші 18 років, 56,5 % — особи у віці 18—64 років, 16,9 % — особи у віці 65 років та старші. Медіана віку мешканця становила 37,4 року. На 100 осіб жіночої статі у місті припадало 94,0 чоловіків;  на 100 жінок у віці від 18 років та старших — 85,8 чоловіків також старших 18 років.
Середній дохід на одне домашнє господарство  становив 38 835 доларів США (медіана — 31 000), а середній дохід на одну сім'ю — 42 618 доларів (медіана — 35 625). За межею бідності перебувало 29,6 % осіб, у тому числі 32,9 % дітей у віці до 18 років та 19,7 % осіб у віці 65 років та старших.
Цивільне працевлаштоване населення становило 311 осіб. Основні галузі зайнятості: освіта, охорона здоров'я та соціальна допомога — 24,8 %, виробництво — 17,4 %, публічна адміністрація — 14,1 %.